# École nationale supérieure d'hydraulique
Pour les articles homonymes, voir IHB.
L'École Nationale Supérieure d'Hydraulique ENSH - Arbaoui Abdellah de Blida, (en arabe : المدرسة الوطنية العليا للري), est une grande école algérienne rattachée au ministère de l'enseignement supérieur et la Recherche scientifique.

## Historique
Créée en 1972 sous la dénomination de l'Institut d'Hydrotechnique et de Bonification IHB, puis érigée en École Nationale Supérieure de l'Hydraulique ENSH par décret no 85/258 du 29 octobre 1985. 
Transférée sous tutelle du ministère de l'enseignement supérieur et de la recherche scientifique par décret exécutif no 98-58 du 11 février 1998. 
Transformée en école hors université par le décret exécutif no 08-217 du 14 juillet 2008.

## Offres de formation
L'ENSH assure des offres de formation en graduation (formation préparatoire et second cycle), Post-graduation spécialisée, formation doctorale et la formation continue
- Diplôme d'ingénieur d'état en hydraulique
- Diplôme de Master en génie de  l'eau
- Diplôme de Magister :
  - en Aménagement hydraulique
  - en génie de l'eau
- Diplôme de Docteur en ES-Sciences en Hydraulique
- Diplôme de Docteur, régime (D-LMD) en Hydraulique

En outre, de l'activité de formation, l'ENSH  assure  d'autres missions de formation :
- Formation en post graduation spécialisée (PGS) en mobilisation et valorisation des ressources  en eau,
- Formation continue par l'organisation de cycles de sessions au catalogue et à la carte au profit  des ingénieurs et cadres techniques du secteur des ressources en eau, de l'Agriculture et de l'environnement
- Formation des futurs ingénieurs, porteurs de projets par l'instauration d'une formation entrepreneuriale qualifiante dans le cadre du programme de Formation Ingénieur Entreprendre (FIE-DZ) en collaboration avec l'Institut National des Sciences Appliquée (INSA) de Lyon et ce depuis 2014.
- L'ENSH participe dans le cadre du programme libre entrepreneuriat «Company   program»  organisé par le groupe INDJAZ EL Djazair.

## Cursus de formation
L'enseignement dispensé durant le cursus de formation est en langue française. La durée de la formation est de cinq années comportant deux cycles d'études.

### Cycle préparatoire
Le cycle préparatoire est d'une durée de deux (2) années de formation dans lesquelles les étudiants reçoivent une formation en sciences fondamentales pour préparer en deuxième le concours national d'accès aux écoles supérieures. Les conditions d'accès en première année sont fixées par la circulaire fixant les conditions de pré inscription et à l’orientation des titulaires du baccalauréat.

### Second cycle
Le  second cycle de formation est d'une durée de trois (3) années de formation dans lesquelles les étudiants reçoivent une formation du métier d'ingénieur en hydraulique dans l'une des options ci-après :
1-Hydraulique Urbaine
- Conception des systèmes d'Alimentation en Eau Potable.
- Conception des systèmes Assainissement et d'épuration des eaux usées.

2-Aménagement et Ouvrages Hydrotechniques
- Aménagement et Génie Hydraulique.
- Conception des Ouvrages Hydrotechnique.

3-Irrigation-Drainage
- Conception des systèmes d'irrigation-drainage.
- Réutilisation des eaux non conventionnelles.

## Équipements pédagogiques
Pour consolider les connaissances théoriques, l’ENSH dispose 
A- Onze(11) laboratoires à but didactique:
- Hydraulique Générale
- Agro-pédologie et Irrigation
- Traitement et Chimie des Eaux
- Mécanique des Sols et Génie Civil (béton)
- Électrotechnique, Automatisme et télégestion
- Pompes et Stations de pompage
- Géodésie
- Mécanique Appliquée
- Hydrologie
- Géologie et d’hydrogéologie,
- Laboratoire des langues (en projet)

B- Deux  (02) Plateformes de simulation de réseaux d ’A.E.P et d’Assainissement.
C- Une (01) station pilote d’épuration,
D- Une (01) station  expérimentale d’irrigation par aspersion et goutte à goutte.

## Laboratoires de recherche
1. Laboratoire de Mobilisation et Valorisation des Ressources en Eau  (MVRE[11]), année d’agrément  2001.
2. Laboratoire Génie de l’Eau et de l’Environnement (GEE[12]), année d’agrément  2010.

## Manifestations Scientifique
- 1er Colloque Maghrébin sur l'Hydraulique, COMHYD'95
- 2e Colloque Maghrébin sur l'Hydraulique COMHYD'97
- 1er Colloque Méditerranéen CMEE'2000
- 2e Colloque Méditerranéen CMEE 2002
- 1er Colloque International sur l'Eau et l'Environnement CIEE'04
- 2e Colloque International sur l'Eau et l'Environnement CIEE'06
- 3e Colloque International sur la Gestion des Ressources en Eau CGRE'09
- 4e Colloque International sur les Ressources en Eau et le Développement Durable 4CIREDD'11
- 5e Colloque International sur les Ressources en Eau et le Développement Durable CIREDD'13
- La 3e Conférence Internationale sur l’Hydrologie des Grands Bassins Africains (2018) CIHGBA'18

## Relations avec le secteur économique
L’ENSH dispose de conventions  de collaboration  et  de partenariat  avec des agences, établissements et entreprises en relation avec l’hydraulique.

### Agences Nationales
- Agence Nationale des Barrages et transferts (ANBT).

- Agence Nationale des Ressources Hydrauliques (ANRH).

- Office National d'Irrigation et Drainage et exploitation (ONID).
- Agence Nationale de Gestion Intégrée des Ressources en Eau (AGIRE)
- Agence Nationale d’aménagement du Territoire (ANAT)

### Établissements de l’eau
- Office National d'Assainissement (ONA).

- Algérienne Des Eaux (ADE).
- Société des Eaux d'Assainissement d'Alger (SEAAL)
- Société des eaux et de l'assainissement de Constantine (SEACO)

### Entreprises et bureaux d’études
Sonatrach,
Cosider,
L’organisme National de Contrôle Technique de la Construction Hydraulique(CTH)
L’ EPE GESI-TP SPA (GITRAMA.)

### Établissements étrangers[13]
- Conseil Mondial de l’Eau.
- Académie des Sciences de l'Eau d'Ukraine.
- Académie de l’Eau de PARIS.
- Commission Internationale des Grands Barrages (CIGB/COLD).
- Commission Internationale d'irrigation et drainage(CIID/ICID)
- Centre International des Hautes Études Agronomiques Méditerranéen (CIHEAM).
- École Nationale Supérieure d’Arts et Métiers (ENSAM)
- Institut Méditerranéen des Sciences Agronomiques de Bari(IAM Bari).
- Institut National des Sciences Appliquées de Lyon (INSA)
- Université Aleksandras Stulginskis (ASU)
- Polytech Nice Sophia Antipolis.
- INSAVALOR S.A.